# Wygoda (powiat poznański)
Wygoda – wieś w Polsce położona w województwie wielkopolskim, w powiecie poznańskim, w gminie Buk.
Na północ od wsi przebiega droga wojewódzka nr 307 oraz autostrada A2.
W 1793 właścicielem Wygody była Seweryna Krzyska
W okresie Wielkiego Księstwa Poznańskiego (1815-1848) Wygoda była folwarkiem w ówczesnym powiecie bukowskim, który dzielił się na cztery okręgi (bukowski, grodziski, lutomyślski oraz lwowkowski). Wygoda należała do okręgu bukowskiego i była częścią majętności Otusz, której właścicielem był Jan Sierakowski. W skład majątku Otusz wchodziły ponadto: Niepruszewo, folwark Józefowo oraz Kalwy. Według spisu urzędowego z 1837 roku folwark liczył 31 mieszkańców, którzy mieszkali w jednym dymie (domostwie).
Pod koniec XIX była folwarkiem nadal podległym pod Otusz i należała do parafii w Niepruszewie. W Wygodzie mieszkało wtedy 24 osób. W latach 1975–1998 miejscowość należała administracyjnie do województwa poznańskiego. Sołectwo Wygoda-Wysoczka-Żegowo liczyło w 2013 roku łącznie 311 mieszkańców.